# Голодная стена
Голодная стена — самая большая и самая хорошо сохранившаяся часть средневековых укреплений Праги. Располагается на Петршинском холме, идёт вверх от Уезда. Была построена императором Карлом IV в 3-й четверти XIV века для развития района Мала-Страна.